# Constituição Francesa de 1804 (Ano XII)

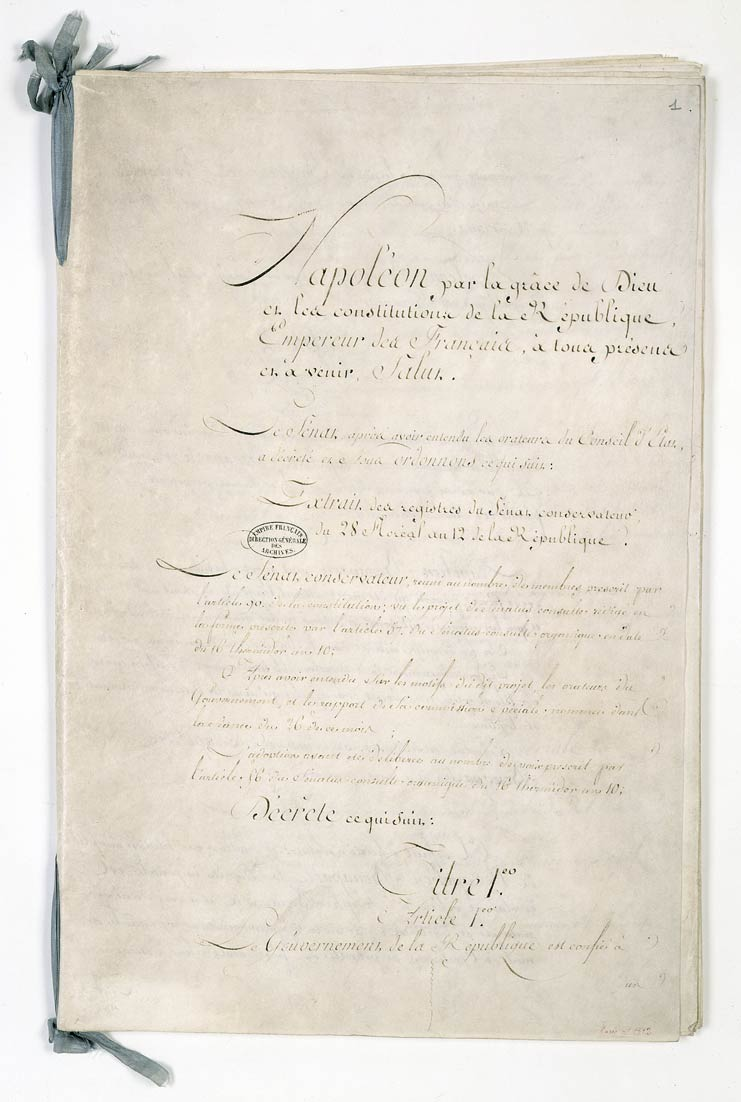
Original da Constituição Francesa de 1804 (Ano XII).

A Constituição Francesa de 1804, também conhecida como Constituição do Ano XII ou "Senatus-Consulto Orgânico de 28 de Floreal do Ano XII", foi a constituição da França durante o Primeiro Império Francês (1804-1815). Aprovada em 18 de maio de 1804, alterou superficialmente a Constituição de 1802 (Ano X), instituindo o título de "Imperador dos Franceses" ao Primeiro Cônsul vitalício Napoleão Bonaparte e colocando fim ao regime do Consulado (1799-1804).

## Contexto

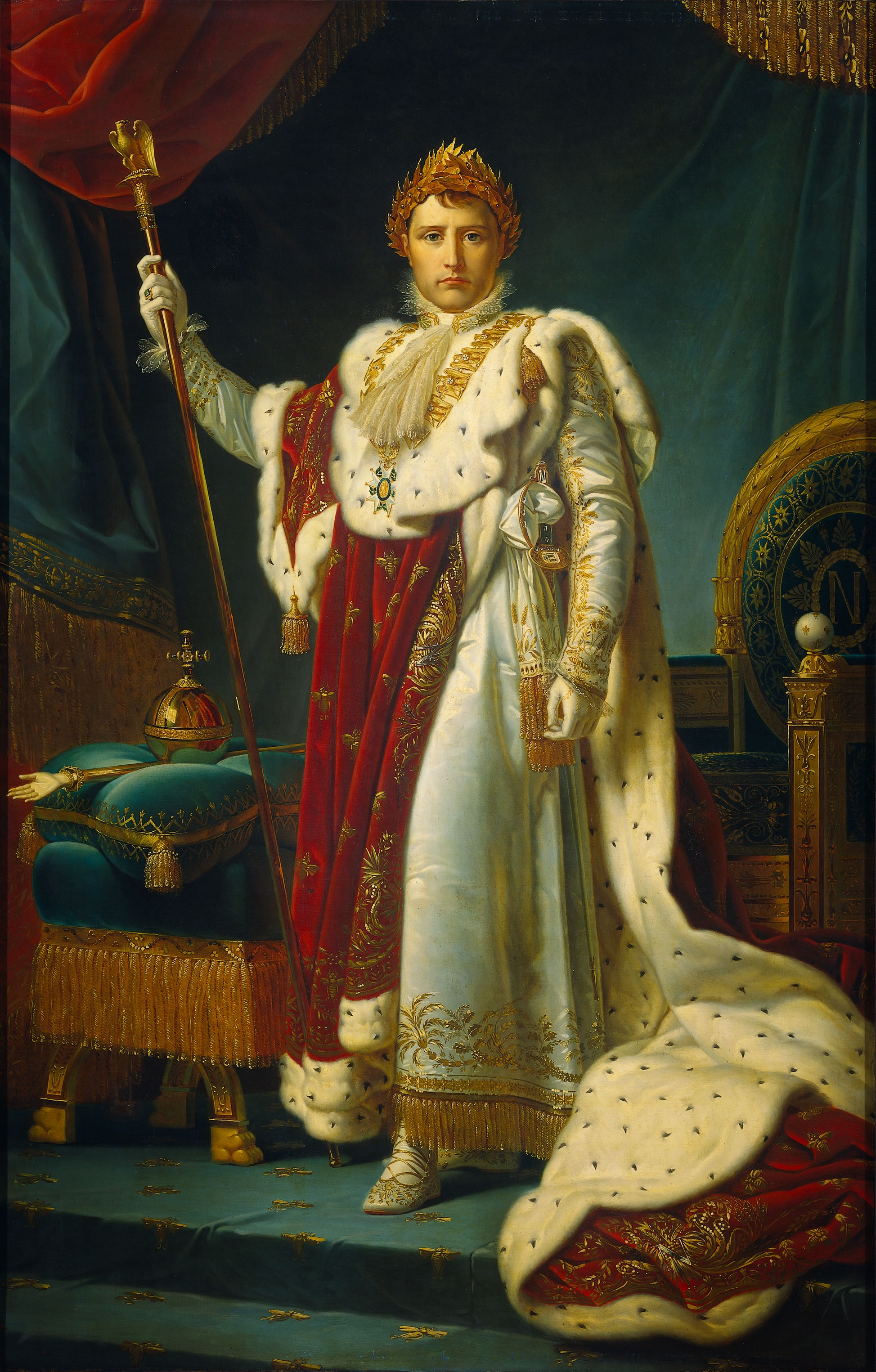
Napoleão I, Imperador dos Franceses (1805).

Em 30 de abril de 1804 (10 de Floreal do Ano XII), o Executivo do Consulado apresentou ao Senado francês a proposta de nomeação de Napoleão Bonaparte como Imperador, visando a garantia da estabilidade do Estado e a melhor relação com as casas reais europeias. Segundo Jean-Étienne-Marie Portalis, conselheiro de Estado napoleônico, a instituição do Império "comunicaria à nova ordem de coisas um caráter de estabilidade que o sistema eletivo não pode oferecer". Assim como a constituição anterior, o novo documento foi ratificado por plebiscito, recebendo mais de três milhões de votos favoráveis, embora alguns historiadores contestem esses resultados. O novo texto alterou a Constituição do Ano X - e consequentemente a Constituição do Ano VIII (1799) - e estabeleceu a família Bonaparte como a nova dinastia da França.
Após a queda de Napoleão, a constituição será substituída pela Constituição Francesa de 1814, sendo brevemente restaurada e emendada em 1815, durante o governo dos Cem Dias.

## Princípios

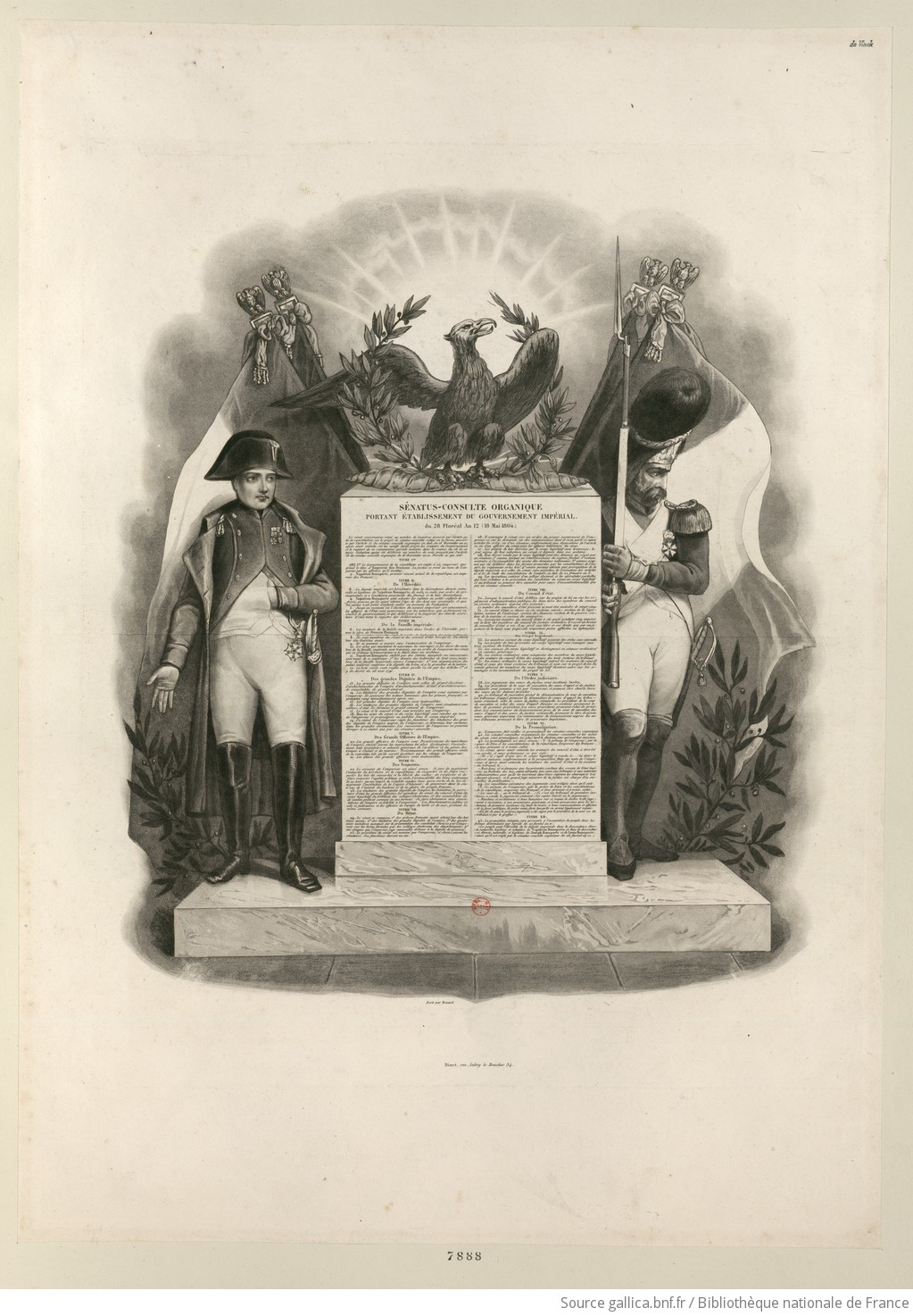
Alegoria da Constituição Francesa de 1804, em que se vê as figuras de Napoleão I, de um soldado do Grande Armée e da Águia Imperial Francesa.

A nova constituição manteve as principais características de sua antecessora, como a exclusão da Declaração dos Direitos do Homem e do Cidadão, a centralização do poder nas mãos do chefe do Poder Executivo, a força do Senado ante o restante do Poder Legislativo, o fortalecimento do novo Código Civil napoleônico e o status privilegiado da Igreja Católica através da Concordata de 1801. Porém, além de instituir uma nova monarquia na França, a Constituição de 1804 restaurou o princípio divino de legitimidade: dessa forma, Napoleão I seria Imperador "pela graça de Deus" e aclamação do povo francês.

Em seu juramento, previsto no Artigo 135, o Imperador dizia:
Juro manter a integridade do território da República; respeitar e garantir o respeito pelas leis da Concordata e pela liberdade religiosa; respeitar e garantir o respeito pela igualdade de direitos, pela liberdade política e civil e pela irrevogabilidade da venda de bens nacionais.
Embora estabelecesse o Império - uma monarquia de facto -, a Constituição de 1804 mantinha a França, oficialmente, como uma República.